# Римелла
Римелла (итал. Rimella) — коммуна в Италии, располагается в регионе Пьемонт, в провинции Верчелли.
Население составляет 134 человека (2008 г.), плотность населения составляет 5 чел./км². Занимает площадь 29 км². Почтовый индекс — 13020. Телефонный код — 0163.
Покровителем коммуны почитается святой Архангел Михаил, празднование 29 сентября.

## Демография
Динамика населения:

## Администрация коммуны
- Официальный сайт: